# パロンバーロ
パロンバーロ（イタリア語: Palombaro）は、イタリア共和国アブルッツォ州キエーティ県にある、人口約1,000人の基礎自治体（コムーネ）。

## 地理

### 位置・広がり

#### 隣接コムーネ
隣接するコムーネは以下の通り。
- カーゾリ
- チヴィテッラ・メッセール・ライモンド
- ファーラ・サン・マルティーノ
- グアルディアグレーレ
- ペンナピエディモンテ